# El gabinet del doctor Ramírez
El gabinet del doctor Ramírez (títol original: The Cabinet of Dr. Ramirez)  és una pel·lícula muda estatunidenca del 1991 dirigida per Peter Sellars i protagonitzada per Mikhail Baryshnikov, Joan Cusack i Peter Gallagher. És un remake llunyà d' El gabinet del Dr. Caligari. Tanmateix, la història es va crear a mesura que es feia la pel·lícula, de manera que té poques similituds amb la pel·lícula original. La pel·lícula només es va projectar al Festival de Cinema de Sundance de 1992 i mai es va estrenar a les sales. Abans, però, havia format pert de la secció oficial del XXIV Festival Internacional de Cinema Fantàstic de Sitges. Ha estat emesa a TV3 el 18/02/1997.

## Repartiment
- Mikhail Baryshnikov com a César
- Joan Cusack com a Cathy
- Peter Gallagher com a Matt
- Ron Vawter com el Dr. Ramírez
- Kate Valk com a Sue